# Corvus (constelación)
Corvus o el Cuervo es una constelación pequeña con sólo 11 estrellas visibles a simple vista. γ Corvi (Gienah Gurab) y δ Corvi (Algorab) sirven de indicadoras para encontrar a Espiga (α Virginis).
Corvus es una pequeña constelación del hemisferio sur celeste. Su nombre significa "cuervo" en latín. Es una de las 48 constelaciones enumeradas por el astrónomo del siglo II  Ptolomeo, y representa a un cuervo, ave asociada a las historias sobre el dios Apolo, posado sobre el lomo de Hydra la serpiente de agua. Las cuatro estrellas más brillantes, Gamma, Delta, Epsilon y Beta Corvi, forman un característico cuadrilátero en el cielo nocturno.

## Características destacables

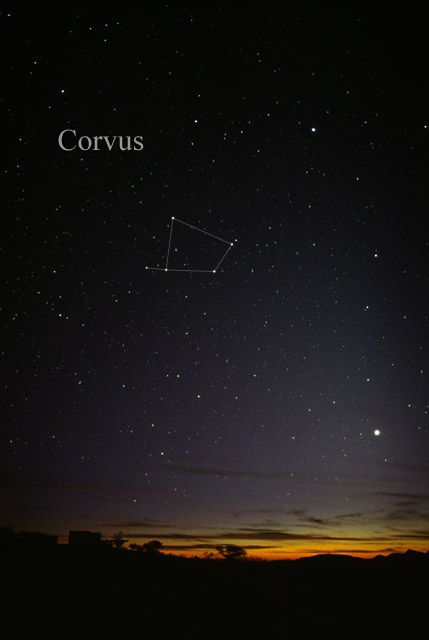
2Constelación del Cuervo

La estrella más brillante de Corvus, γ Corvi, recibe el nombre oficial de Gienah. Es una gigante blanco-azulada de tipo espectral B8III con una temperatura de 11 900 K y 300 veces más luminosa que el Sol. Tiene una composición química anómala, con niveles muy elevados de mercurio —3100 veces mayor que el Sol—, zinc y manganeso, así como niveles inusualmente bajos de magnesio, estando incluida dentro del grupo de las estrellas de mercurio-manganeso.
Le sigue en brillo β Corvi, llamada Kraz, una gigante luminosa amarilla de tipo espectral G5II que se encuentra a 146 años luz del sistema solar; 192 veces más luminosa que el Sol, tiene una masa de 3,7 masas solares.
Algorab (δ Corvi) —tercera estrella más brillante de Corvus— es una subgigante de tipo A0IV cuya temperatura efectiva es de 10 400 K.
ε Corvi es una gigante naranja de 4260 K de temperatura efectiva 740 veces más luminosa que el Sol.
Por su parte, Alchiba, nombre que recibe α Corvi, es una estrella de la secuencia principal de tipo F1V distante 49 años luz del sistema solar.
Otra estrella de interés es η Corvi, estrella de tipo F2V donde se ha detectado un exceso de radiación infrarroja, lo que indica la existencia de un disco circunestelar.
La mayor parte de las 100 ua interiores del disco están relativamente limpias de material, lo que sugiere que puede haber sido despejado por un sistema planetario.
Similar aunque algo más fría, HD 103774 es una estrella de tipo F6V con un planeta cuya masa es comparable a la de Saturno.
Alrededor de HD 104067, enana naranja de tipo K3V, también se ha descubierto un planeta extrasolar que orbita a 0,26 ua de la estrella.
Por otra parte, DENIS-P J1228.2−1547 es un sistema binario formado por dos enanas marrones de tipo L5.5 prácticamente iguales.

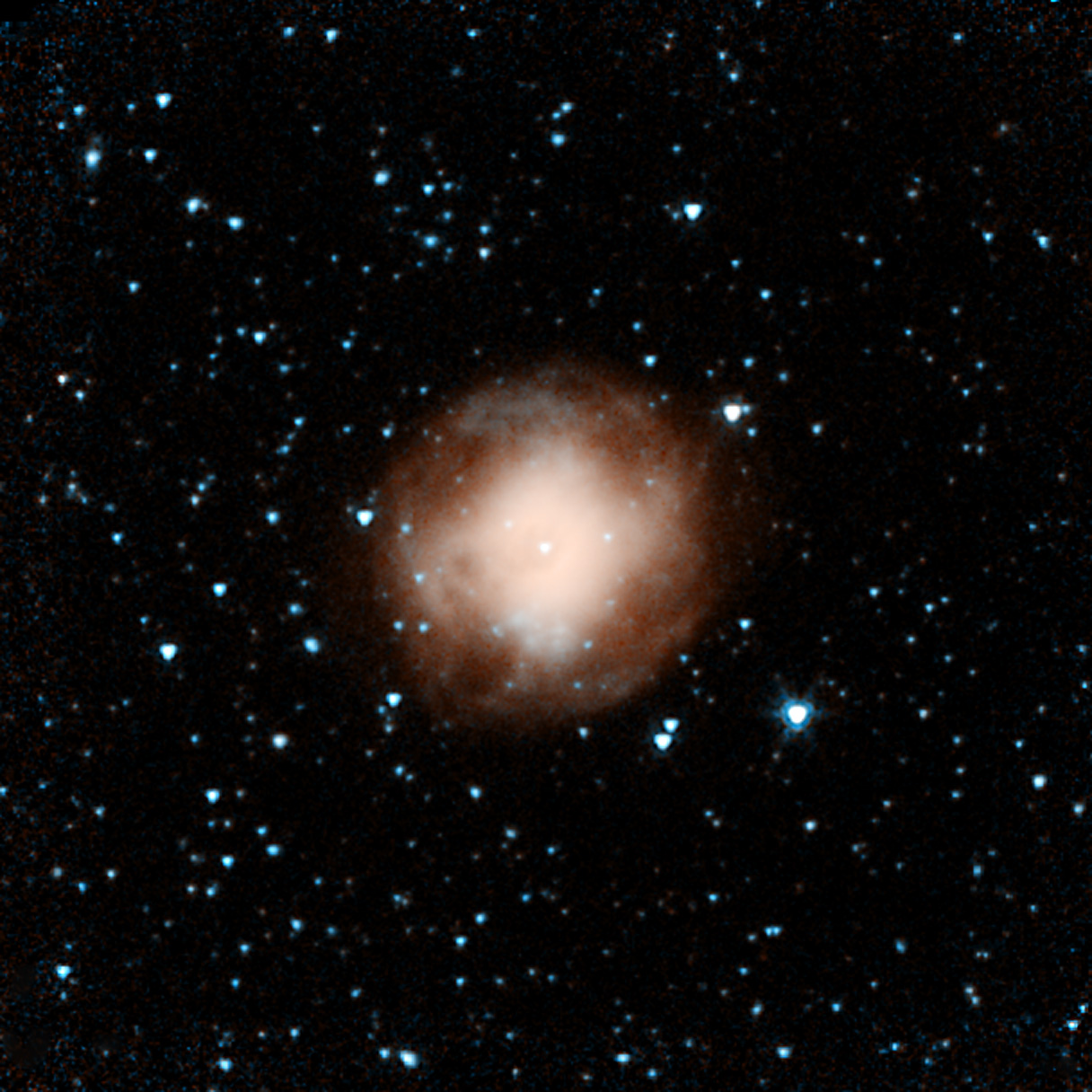
Imagen en infrarrojo de la nebulosa planetaria NGC 4361

Entre las variables de la constelación, merece atención VV Corvi, un sistema estelar complejo compuesto, en primera instancia, por dos subgigantes de tipo F3IV. A su vez, ambas estrellas son binarias espectroscópicas y una de ellas es también una binaria eclipsante con un período orbital de 1,460 días.
SX Corvi es también una binaria eclipsante y una binaria de contacto de tipo F8 cuyo periodo orbital es de 7,6 horas.
Otra variable, TV Corvi —conocida como la Estrella de Tombaugh—, es una nova enana que fue casualmente descubierta como una estrella de magnitud 12 en una placa de 1932 por Clyde Tombaugh mientras buscaba planetas trans-neptunianos. Su identidad como nova enana fue confirmada por David Levy en 1990.
En Corvus se encuentra NGC 4361. A una distancia aproximada de 3350 años luz, es una nebulosa planetaria de múltiples capas cuya abundancia química y distancia al plano galáctico corresponde a un objeto de Población II. Su estrella central, de magnitud 13,3, es una subenana de tipo sdO con una temperatura de 126 000 K y una luminosidad 3500 veces mayor que la del Sol..
Dentro de los objetos de cielo profundo cabe destacar a NGC 4038 y 4039, dos galaxias interactuando, conocidas como galaxias Antennae. Están experimentando una colisión galáctica y los núcleos de ambas galaxias se están uniendo para formar una supergalaxia, probablemente de tipo elíptica.
NGC 4027 es una galaxia espiral barrada distante 83 millones de años luz. Es notable por tener un brazo más extendido que el otro, así como por su prominente barra desplazada respecto a su centro. Está interaccionando con la vecina NGC 4027 A, ya que NGC 4027 parece estar rodeada por un anillo de H I consistente en gas desgarrado de NGC 4027 A en el pasado.
Tanto las galaxias Antennae como NGC 4027 son miembros del grupo de NGC 4038.

## Estrellas principales

- α Corvi (Alchiba), con magntitud 4,02 es sólo la quinta más brillante de la constelación a pesar de su denominación Alfa.[6][26] Según el atlas celeste Uranometria de Bayer, se encuentra por encima del pico del ave.[27]
- β Corvi (Kraz), la segunda más brillante con magnitud 2,65, una estrella gigante amarilla.[6][28][29]
- γ Corvi (Gienah Gurab o Gienah Corvi), la más brillante con magnitud 2,58, una estrella blanco-azulada. Pertenece al grupo de las estrellas de mercurio-manganeso y se encuentra a 165 años luz.
- δ Corvi (Algorab), de magnitud 2,94 es una estrella doble fácil de observar. La componente más débil es una estrella muy joven, con sólo 110 millones de años de edad.
- ε Corvi (Minkar), estrella gigante naranja de magnitud 3,02.
- ζ Corvi, estrella Be de magnitud 5,20; forma una doble óptica con otra estrella situada a 11,2 segundos de arco.

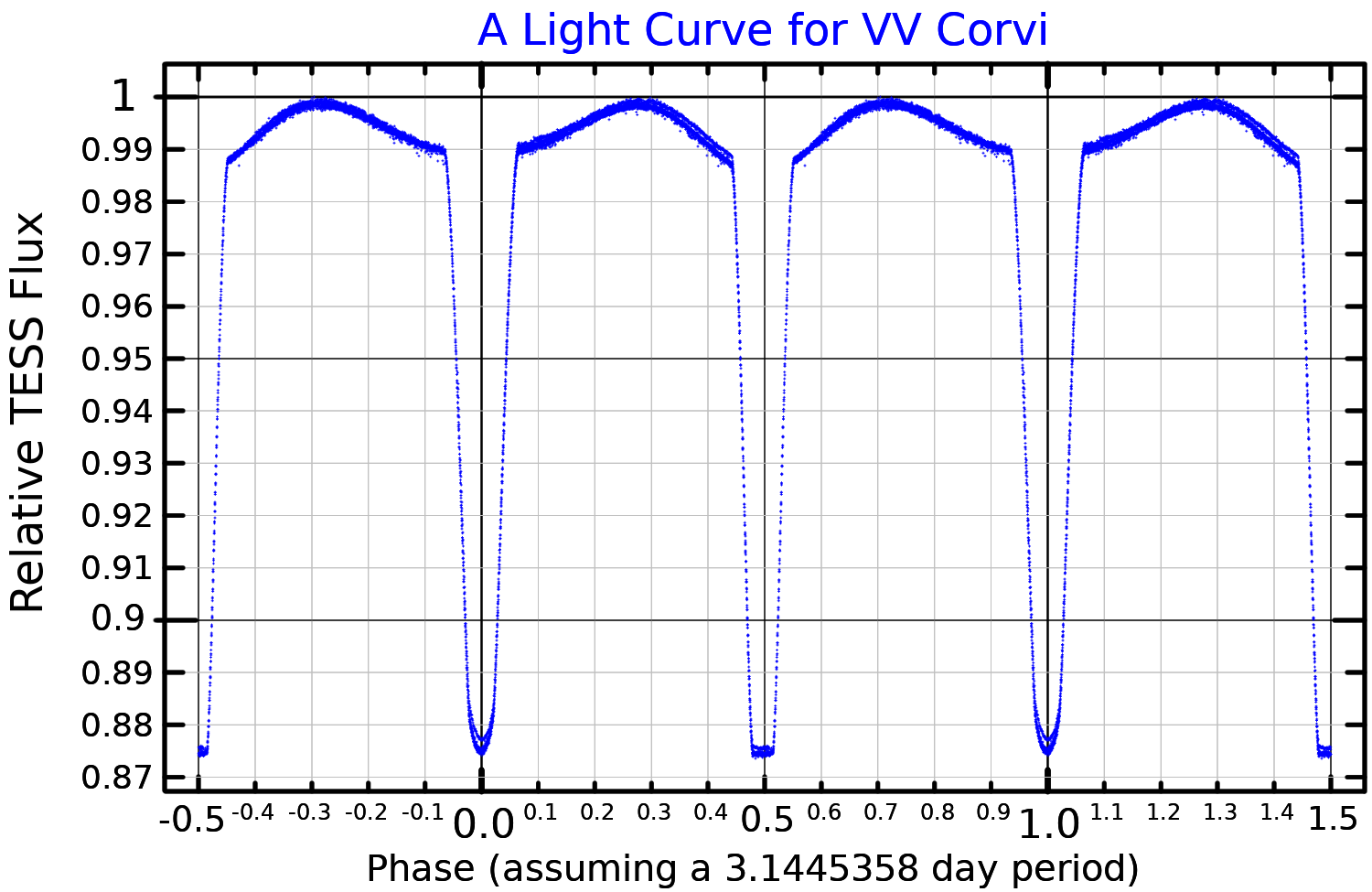
Curva de luz de VV Corvi (datos de TESS)

- η Corvi, estrella de magnitud 4,31 con un disco circunestelar alrededor similar al de Vega (α Lyrae).
- 3 Corvi, estrella blanca de magnitud 5,46.
- R Corvi, estrella variable Mira, cuyo brillo oscila entre magnitud 6,7 y 14,4 en un período de unos diez meses.
- TU Corvi, variable Delta Scuti cuyo período es de 1,97 horas.
- TY Corvi (31 Crateris), variable elipsoidal rotante de magnitud media 5,26.
- TZ Corvi, estrella del halo galáctico con un contenido metálico muy bajo.
- VV Corvi, sistema estelar eclipsante de magnitud media 5,27.
- HD 111031, enana amarilla acompañada por una enana marrón.
- HD 111980, estrella del halo de muy baja metalicidad.
- WD 1202-232, enana blanca distante 35 años luz.

## Objetos de cielo profundo

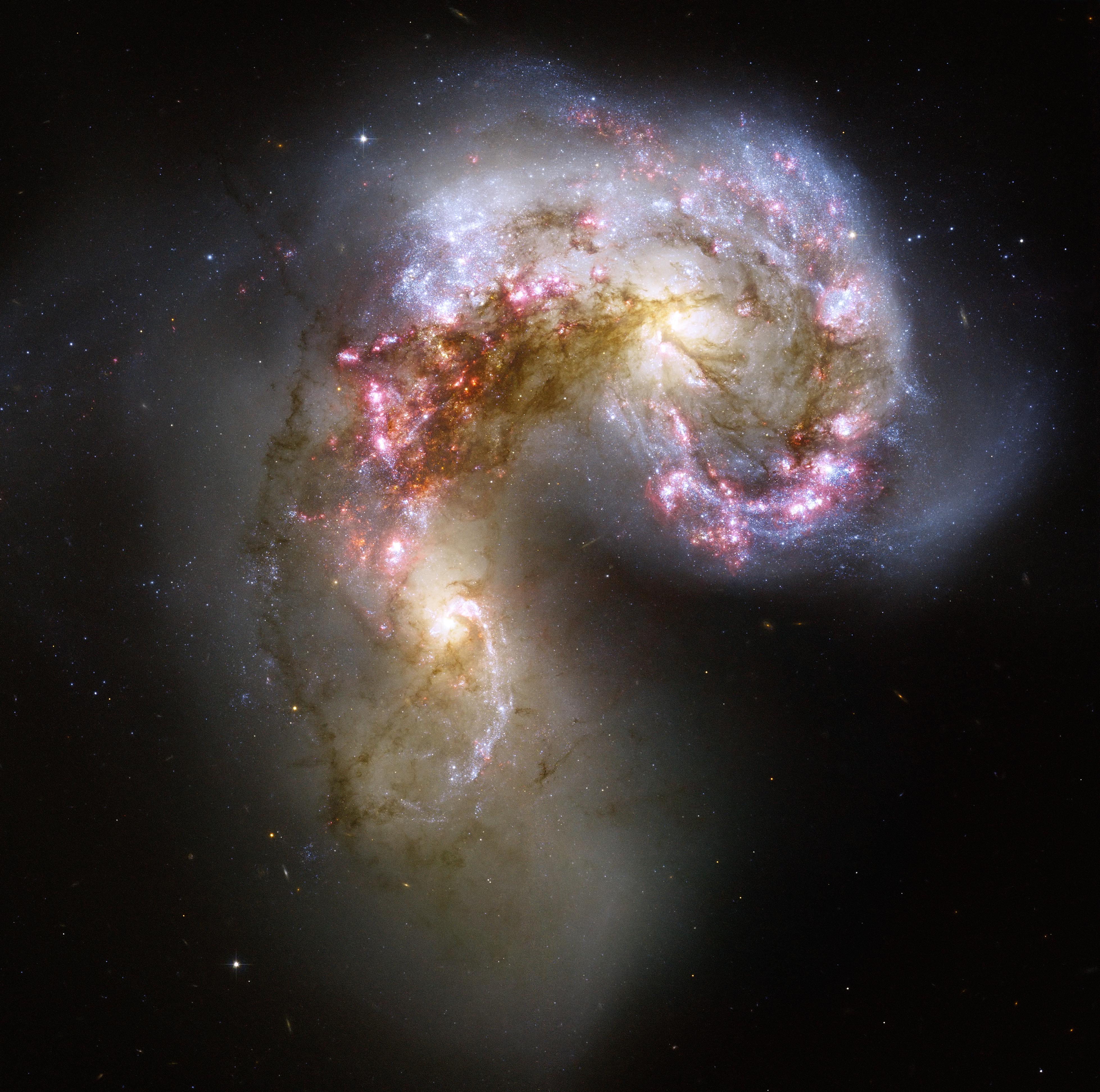
Imagen de las Galaxias Antennae obtenida por el telescopio espacial Hubble

- NGC 4027, una galaxia espiral barrada con uno de sus brazos más extendido que el otro.
- NGC 4038 y NGC 4039, dos galaxias en interacción conocidas como Galaxias Antennae. Situadas al oeste de la constelación, 4° al sureste de Gienah Gurab (γ Corvi).
- NGC 4361, nebulosa planetaria de un ligero color azulado.

## Lluvias de meteoros
Dentro de los límites de Corvus se originan dos lluvias de meteoros establecidas. El astrónomo alemán Cuno Hoffmeister descubrió y bautizó a las Córvidas en 1937, tras observarlas entre el 25 de junio y el 2 de julio. No se han vuelto a ver desde entonces, ni había evidencia de una lluvia cuando se examinaron los registros anteriores. Hoffmeister señaló que la trayectoria de la lluvia era similar a la del cometa 11P/Tempel-Swift-LINEAR, aunque esto no fue confirmado por Zhúkov y sus colegas en 2011. La lluvia se ha relacionado provisionalmente con el asteroide (4015) Wilson-Harrington. En enero de 2013, la MO Video Meteor Network publicó el descubrimiento de Eta Corvids, asignando unos 300 meteoros vistos entre el 20 y el 26 de enero. Su existencia fue confirmada por el análisis de datos ese mismo año.

## Mitología
El catasterismo del Cuervo es conocido en acadio como Aribu y en sumerio como UGA-MUSHEN, en ambos casos su significado es el mismo, el cuervo. En la mitología griega, y en palabras de Eratóstenes, esta constelación es compuesta y toma su origen de un suceso notable. Es que el cuervo recibe honor al lado de Apolo, pues hay un pájaro característico de cada dios. Cuando celebraban un sacrificio los dioses fue enviado a traer agua para la libación de una fuente, pues éste era el líquido más sagrado con anterioridad a que apareciese el vino. Viendo junto a la fuente una higuera que tenía cabrahigos, se quedó allí hasta que maduraran. Después de un número largo de días, cuando ya estaban a punto, se comió los higos y, al comprender su error, agarró la hidra (serpiente acuática) que habitaba en la fuente y se la llevó junto con la cratera, asegurando que aquélla consumía cada día el agua que salía de la fuente. Apolo, que sabía la verdad, al cuervo le impuso como castigo vivir entre los hombres y pasar sed durante este tiempo prolongado, según dejó dicho Aristóteles en sus libros sobre los animales. Arquelao habla también de forma semejante en sus Seres de naturaleza singular. Y, para dejar un recuerdo claro de su ofensa contra los dioses, creó sus imágenes y situó entre los astros la Hidra, la Cratera y el Cuervo, que no puede beber ni acercársele. Istro y varios otros han dicho que el Cuervo era Corónide, hija de Flegias. Ella dio a luz a Asclepio para Apolo, pero después de que Isquis, hijo de Élato, se acostara con ella, el cuervo, que lo había notado, se lo comunicó a Apolo. Por sus desagradables noticias Apolo le cambió a negro en lugar de su anterior color blanco, y traspasó a Isquis con sus flechas.